# Dysschema dissimulata
Dysschema dissimulata är en fjärilsart som beskrevs av Walker 1865. Dysschema dissimulata ingår i släktet Dysschema och familjen björnspinnare. Inga underarter finns listade i Catalogue of Life.